# 大谷口 (板橋区)
大谷口（おおやぐち）は、東京都板橋区の町名。現行行政地名は大谷口一丁目及び二丁目。全域で住居表示が実施されている。

## 地理
板橋区の南部南端部に位置する。北で大谷口上町、東で大山西町、南で豊島区千川、西で向原と隣接する。町域の南辺をもって板橋区 - 豊島区境を形成している。町域中央を南北に縦走する都道を境界に東側に大谷口一丁目、西側に大谷口二丁目が並ぶ。

### 地価
住宅地の地価は、2025年（令和7年）1月1日の公示地価によれば、大谷口2-24-15の地点で55万8000円/m2となっている。

## 歴史
1559年（永禄2年）の『小田原衆所領役帳』に初出する。『新編武蔵風土記稿』では上板橋村の小名として見える。
1871年（明治4年）11月14日に、当該エリアが浦和県（現埼玉県）から東京府に編入。1931年（昭和6年）大谷口配水塔が設置された。1932年（昭和7年）板橋区大谷口町となる。1957年（昭和32年）より3年間に幸町・大山西町・大谷口北町・大谷口上町・弥生町が分裂し、残った大谷口町と向原町の一部を合わせて大谷口一・二丁目が成立した。
1978年（昭和53年）4月6日、東京都下で集中豪雨。石神井川が大谷口で氾濫、周辺地域も含め約200戸が床上浸水、約850戸が床下浸水。

### 地名の由来
石神井川湾曲地点の地形を表したものと考えられている。

## 世帯数と人口
2025年（令和7年）3月1日現在（板橋区発表）の世帯数と人口は以下の通りである。
| 丁目         | 世帯数    | 人口    |
| ------------ | --------- | ------- |
| 大谷口一丁目 | 1,280世帯 | 2,116人 |
| 大谷口二丁目 | 2,136世帯 | 3,740人 |
| 計           | 3,416世帯 | 5,856人 |

### 人口の変遷
国勢調査による人口の推移。
| 年                 | 人口  |
| ------------------ | ----- |
| 1995年（平成7年）  | 6,262 |
| 2000年（平成12年） | 6,086 |
| 2005年（平成17年） | 5,787 |
| 2010年（平成22年） | 5,665 |
| 2015年（平成27年） | 5,834 |
| 2020年（令和2年）  | 6,053 |

### 世帯数の変遷
国勢調査による世帯数の推移。
| 年                 | 世帯数 |
| ------------------ | ------ |
| 1995年（平成7年）  | 2,832  |
| 2000年（平成12年） | 2,891  |
| 2005年（平成17年） | 2,875  |
| 2010年（平成22年） | 2,972  |
| 2015年（平成27年） | 3,116  |
| 2020年（令和2年）  | 3,340  |

## 学区
区立小・中学校に通う場合、学区は以下の通りとなる（2021年8月時点）。
- 区域 : 一丁目、二丁目　各全域
  - 小学校 : 板橋区立板橋第十小学校
  - 中学校 : 板橋区立上板橋第二中学校

## 事業所
2021年（令和3年）現在の経済センサス調査による事業所数と従業員数は以下の通りである。
| 丁目         | 事業所数 | 従業員数 |
| ------------ | -------- | -------- |
| 大谷口一丁目 | 38事業所 | 189人    |
| 大谷口二丁目 | 61事業所 | 381人    |
| 計           | 99事業所 | 570人    |

### 事業者数の変遷
経済センサスによる事業所数の推移。
| 年                 | 事業者数 |
| ------------------ | -------- |
| 2016年（平成28年） | 127      |
| 2021年（令和3年）  | 99       |

### 従業員数の変遷
経済センサスによる従業員数の推移。
| 年                 | 従業員数 |
| ------------------ | -------- |
| 2016年（平成28年） | 541      |
| 2021年（令和3年）  | 570      |

## 交通

### 鉄道
町域に駅は存在しないが、以下の路線・駅が利用可能である。
- 東京地下鉄（東京メトロ）
  - 副都心線・有楽町線：千川駅（豊島区要町三丁目）・小竹向原駅（練馬区小竹町二丁目）

### バス
- 国際興業バス　※出入庫に伴う区間運行系統は省略。
  - 板橋高校入口・大谷口二丁目・水道タンク前：池05　池袋駅西口行き・日大病院行き

### 道路
- 東京都道420号鮫洲大山線

## 施設
- 東京都水道局大谷口給水所
  - 一丁目に、多摩川から上水を引く荒玉水道の谷口給水場が設けられている。2005年に取り壊された大谷口配水塔は板橋区の景観百選に選定された。
- 東京都立板橋高等学校

宗教
- 西光寺（真言宗豊山派）[18]

## その他

### 日本郵便
- 郵便番号 : 173-0035[3]（集配局 : 板橋郵便局[19]）。